# Xanthorhoe practica
Xanthorhoe practica là một loài bướm đêm trong họ Geometridae.